# Rubén Vizcarra
Rubén Vizcarra Campos (28 de noviembre de 1895 - 19 de agosto de 1948) fue un militar, político y maestro mexicano. Nació el 28 de noviembre de 1895 en Colima, aunque diversas fuentes señalan que probablemente lo fue en 1895. Toda su vida estuvo dedicada a tres actividades: fue maestro, revolucionario y político. Como maestro se inició en 1914, llegando a ser Director de Educación Pública del Estado de Colima. En 1940 fue fundador de la Universidad de Colima. Vizcarra luchó en la Revolución mexicana al lado de Álvaro Obregón, llegando a tener el grado de teniente coronel. En el aspecto político, fue dos veces diputado local y otras dos federal. Durante muchas ocasiones fue nombrado precandidato a la gubernatura y lo hubiera sido, de no ser a que su vida se truncó en un trágico accidente en 1948 cuando era senador de la República.
Es la vida de don Rubén Vizcarra una trayectoria de esfuerzo y lucha, entrega y generosidad en favor de los ideales de la Revolución Mexicana. Vigorosa en verdad fue la personalidad de tan distinguido colimense como hombre, como revolucionario, como maestro y como político, y su obra trascendente en todos esos campos, sin vanas ostentaciones ni usurpación de merecimientos. Sus padres fueron don Ignacio G. Vizcarra Jurado, periodista e historiador y la profesora Glafira Campos Gómez. Hizo sus estudios en escuelas primarias de Chihuahua, Guadalajara y México, D.F., en la Escuela Nacional de Maestros y la Nacional Preparatoria. Como Profesor, don Rubén Vizcarra obtuvo su título, en la Escuela Nacional de Maestros, el 30 de agosto de 1914, mediante una pensión del Gobierno Federal por sus excelentes calificaciones.
Entre los cargos docentes que desempeñó, pueden citarse los siguientes:
- Inspector de Instructores Militares en las Escuelas Nacional Preparatoria, Internado Nacional de Estudios Preparatorios y Mercantiles, Escuela Normal de Maestros y Escuelas Superiores, en 1916;
- Profesor de Conferencias y Academias y de Reglamento de Infantería, de la Legión de Honor, en 1918;
- Inspector Administrativo del H. Ayuntamiento de la Ciudad de México, Inspector Técnico Administrativo de Instrucción Pública, Inspector Escolar y profesor de Geografía, en 1919;
- Jefe de Enseñanza Técnica y profesor de las escuelas técnicas, de enero de 1936 hasta 1940;
- Al servicio del Gobierno del Estado de Colima, Director de la Escuela Normal y director general de Educación Pública, en 1940, año en que elaboró el proyecto y cumplió el acuerdo del Gobernador del Estado para fundar la Universidad Popular de Colima, como ya ha quedado expuesto;

- Como político y revolucionario destacó desde muy temprana edad;
- En 1909 ingresó en el Centro Estudiantil Reyista y tres años -después, en 1912, en la Sociedad Demócrata Educativa Estudiantil;
- En 1913 formó parte de la comisión organizadora que fundó la Casa del Obrero Mundial y miembro de la Junta Revolucionaria de Santa Julia, por lo que fue hecho prisionero por orden del usurpador Huerta y una manifestación estudiantil logró su libertad;
- Esta situación lo llevó a incorporarse a la revolución constitucionalista, en el campamento de Casa Blanca, en Otates, Sin., en unión de un grupo de estudiantes entre los que se encontraban Adolfo Cienfuegos y Camus, José Juan Ortega, Benito Ramírez, Teófilo Álvarez y Gabriel Leyva, en los primeros días de mayo de 1914;
- El día 9 del mismo mes, el general Álvaro Obregón le expidió el grado de subteniente bajo las órdenes del coronel Antonio Norzagaray, en la vanguardia del Ejército Constitucionalista, por lo que le tocó el honor de ser de los primeros soldados constitucionalistas que entraron a la Ciudad de México, el día 15 de agosto de 1914. Una fotografía lo muestra en la vanguardia de caballería.
- En febrero de 1915 fue enviado por el general Álvaro Obregón para ir en su nombre a Nogales, al desempeño de una delicada comisión ante las fuerzas que comandaban el teniente coronel Lázaro Cárdenas y el mayor Paulino Navarro.
- En julio de 1915, fue adscrito al Estado Mayor del general Francisco de P. Mariel, en la plaza de la Ciudad de México, y en octubre del mismo año fue ascendido a Mayor y comisionado en el Consejo de Guerra de la propia Ciudad. Ese puesto le permitió ayudar a salvar la vida del periodista Heriberto Frías, juzgado por la ley del 25 de enero de 1892, puesta en vigor por el presidente Carranza.
- En mayo de 1917 fue ascendido a teniente coronel y se retiró del ejército con licencia limitada.
- En 1918, en unión del coronel Filiberto C. Villarreal, logró la libertad del líder obrero Ernesto Velasco, quien purgaba una pena de 20 años de prisión al conmutársele la pena de muerte. Una manifestación de más de 10,000 obreros esperó a las puertas de la penitenciaría a su líder, la tarde del 18 de febrero de aquel año.
- Al desaparecer el Partido Obrero Independiente, en 1919, ingresó en el Partido Cooperatista Nacional y en 1920 contribuyó activamente en la postulación del Gral. Álvaro Obregón a la Presidencia de la República. En el mismo año, el general Obregón encomendó al maestro Vizcarra una delicada misión relacionada con el Plan de Agua Prieta, en Colima y Jalisco, y ello le valió ser internado en la prisión militar de Guadalajara, del 30 de abril al 11 de mayo.
- En el mismo año de 1920 fue elegido Regidor del H. Ayuntamiento de la Ciudad de México y en 1921 fue Diputado por el V Distrito, en la XXIX Legislatura.
- En 1922 fue Diputado por el XIII Distrito y Vicepresidente del Partido Cooperatista Nacional, en sustitución el Lic. Emilio Portes Gil y a fines de dicho año, fue Presidente  de la H. Cámara de Diputados.

Conoció el maestro Vizcarra los sinsabores de la política. En 1923 vino a Colima con otros miembros del Partido Cooperatista Nacional a apoyar la candidatura al Gobierno del Estado, del coronel Pedro Torres Ortiz, en una campaña desigual contra el Partido Independiente, en la que resultaron derrotados.
Con motivo de la insurrección de don Adolfo de la Huerta, el Maestro Vizcarra, siendo Presidente de la Cámara de Diputados, se incorporó al movimiento el 7 de diciembre de 1923 y conoció el exilio, primero en los Estados Unidos y después en Cuba, donde gracias a su capacidad de trabajo y voluntad, pudo sobreponerse y salir adelante.
Fue en Cuba donde conoció a quien sería en lo sucesivo la compañera de su  vida, que supo sostenerlo y apoyarlo en todas sus empresas, doña Alicia Caballero de Vizcarra, con quien procreó a sus hijos Rubén, el cual nació con síndrome de Dawn y falleció joven, un par de gemelas (de nombres desconocidos), las cuales también fallecieron jóvenes por un tratamiento inadecuado en un hospital (según cuentan sus familiares) y sus tres hijas: María Guadalupe Vizcarra Caballero, Araceli Vizcarra Caballero y María Alicia Onelia Vizcarra Caballero. En Cuba se dedicó al comercio y fue profesor de publicidad y arte de vender; como vendedor, alcanzó la más alta graduación de la National Cash Register Co.
Regresó a México el maestro Vizcarra en diciembre de 1933. Siendo en Colima director general de Educación Pública, fue elegido diputado federal por el Primer Distrito, para el período 1943-1946 a la XL Legislatura, y en 1946, senador por el propio Estado para el período que terminaría el 31 de agosto de 1952.
El pueblo colimense y las altas esferas de la política nacional lo consideraban como candidato viable para Gobernador del Estado, en el período 1949-1955, y en ese punto de su carrera política lo sorprendió la muerte en un trágico accidente cerca de Linares, Coah. el 29 de agosto de 1948.
Fue en el terreno de la política en su más correcta acepción, donde el maestro Vizcarra era reconocido por su amplia experiencia, no sólo en lo relativo a Colima, sino, sobre todo, en el ámbito nacional, conocimiento de la vida política de México que fue el resultado de toda una vida de lucha persiguiendo un ideal de justicia social.